# Beni Zmenzer
Aït Zmenzer (en kabyle : At Zmenzer / en caractères tifinaghs : ⴰⵜ ⵣⵎⴻⵏⵣⴻⵔ / est une commune algérienne de la wilaya de Tizi Ouzou, située à environ 11 km au sud de Tizi Ouzou, dans la région de Kabylie.

## Géographie

### Localisation
La commune d'Aït Zmenzer se situe au centre de la wilaya de Tizi Ouzou.
| Tizi Ouzou      | Tizi Ouzou   | Beni Aissi  |
| Souk El Thenine | Beni Zmenzer | Beni Aissi  |
| Souk El Thenine | Beni Douala  | Beni Douala |

### Villages de la commune
Lors de la création de la commune en 1984, Aït Zmenzer est constitiuée de treize localités : Afedrik, Aït Amran, Aït Anan, AÏt Lounes, Aït Wanec, Akendjour, Alma, ou Alma Zmenzer, chef-lieu de la commune, Bouassem, Ath saidi, Ighil El Mal, Melloul, Oumaden, Tighilt Bousetta, Tighilt El Mal et Aglagal.

## Histoire
Durant la période coloniale francaise, le caïd d'Aït Zmenzer était Mohamed Belhocine, de 1922 à 1934, en remplacement du caïd Saïd Slimani, décédé en 1924.